# قيصوم مقدس
القيصوم المقدس او أخيلية الشيح او أشيل (باللاتينية: Achillea santolina) نوع نباتي عشبي يتبع جنس القيصوم من الفصيلة النجمية.